# 蒂萨切尔迈伊
蒂萨切尔迈伊（匈牙利語：Tiszacsermely）是匈牙利包尔绍德-奥包乌伊-曾普伦州所辖的一个村。总面积20.28平方公里，总人口615，人口密度30.3人/平方公里（2011年1月1日）。